# Liste des toponymes les plus longs
On trouvera ci-après une liste des toponymes les plus longs.

## Liste
- Le nom de lieu le plus long (non homologué cependant par le Guinness des records) comporte 163 caractères, c'est le nom local complet de la ville de Bangkok, en Thaïlande :

Krung Thep Mahanakhon Amon Rattanakosin Mahinthara Ayutthaya Mahadilok Phop Noppharat Ratchathani Burirom Udomratchaniwet Mahasathan Amon Piman Awatan Sathit Sakkathattiya Witsanukam Prasit.
En thai :
กรุงเทพมหานคร อมรรัตนโกสินทร์ มหินทรายุธยามหาดิลก ภพนพรัตน์ ราชธานีบุรีรมย์ อุดมราชนิเวศน์ มหาสถาน อมรพิมาน อวตารสถิต สักกะทัตติยะ วิษณุกรรมประสิทธ.
En français :
« Ville des anges, grande ville, résidence du Bouddha d'émeraude, ville imprenable du dieu Indra, grande capitale du monde ciselée de neuf pierres précieuses, ville heureuse, généreuse dans l'énorme Palais Royal pareil à la demeure céleste, règne du dieu réincarné, ville dédiée à Indra et construite par Vishnukarn ».
- Le nom de lieu le plus long, dans un système alphabétique latin est, avec 85 lettres, celui d'une colline de Nouvelle-Zélande :
Taumatawhakatangihangakoauauotamateaturipukakapikimaungahoronukupokaiwhenuakitanatahu.

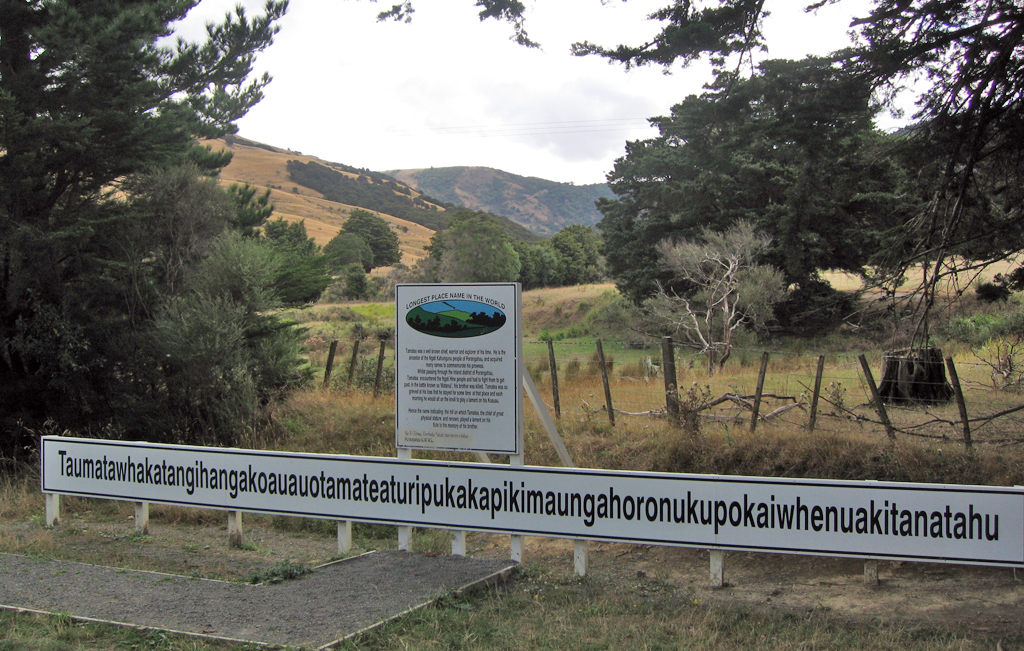
Taumatawhakatangihangakoauauotamateaturipukakapikimaungahoronukupokaiwhenuakitanatahu (85 lettres), colline de Nouvelle-Zélande.

- Au pays de Galles, Llanfairpwllgwyngyllgogerychwyrndrobwllllantysiliogogogoch est le plus long nom d'une ville européenne avec 58 lettres (ou 51 si on considère que le ll et le ch ne comptent chacune que pour une seule lettre en alphabet gallois).

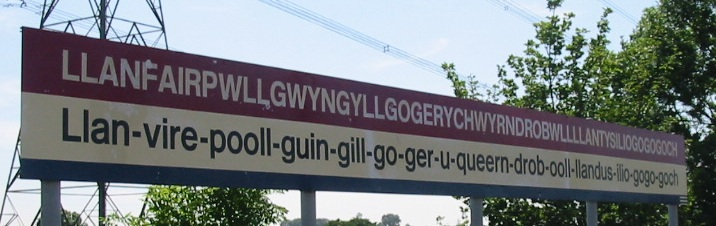
Llanfairpwllgwyngyllgogerychwyrndrobwllllantysiliogogogoch (58 lettres), ville du pays de Galles.

- Toujours au pays de Galles, la gare Golf Halt a été rebaptisée Gorsafawddacha'idraigodanheddogleddollônpenrhynareurdraethceredigion (68 lettres) afin de battre le record détenu par Llanfairpwllgwyngyllgogerychwyrndrobwllllantysiliogogogoch. Les autorités locales lui ont rendu son nom d'origine en 2007.

- En France, au 1er janvier 2016, trois communes se partagent le record du plus long nom au sens strictement alphabétique : Saint-Remy-en-Bouzemont-Saint-Genest-et-Isson (Marne), Saint-Germain-de-Tallevende-la-Lande-Vaumont (Calvados, commune fusionnée) et Beaujeu-Saint-Vallier-Pierrejux-et-Quitteur (Haute-Saône), 38 lettres. D'un point de vue typographique, Saint-Remy-en-Bouzemont-Saint-Genest-et-Isson, avec 45 caractères, détient le record français de la toponymie la plus longue.

- Autres communes françaises :

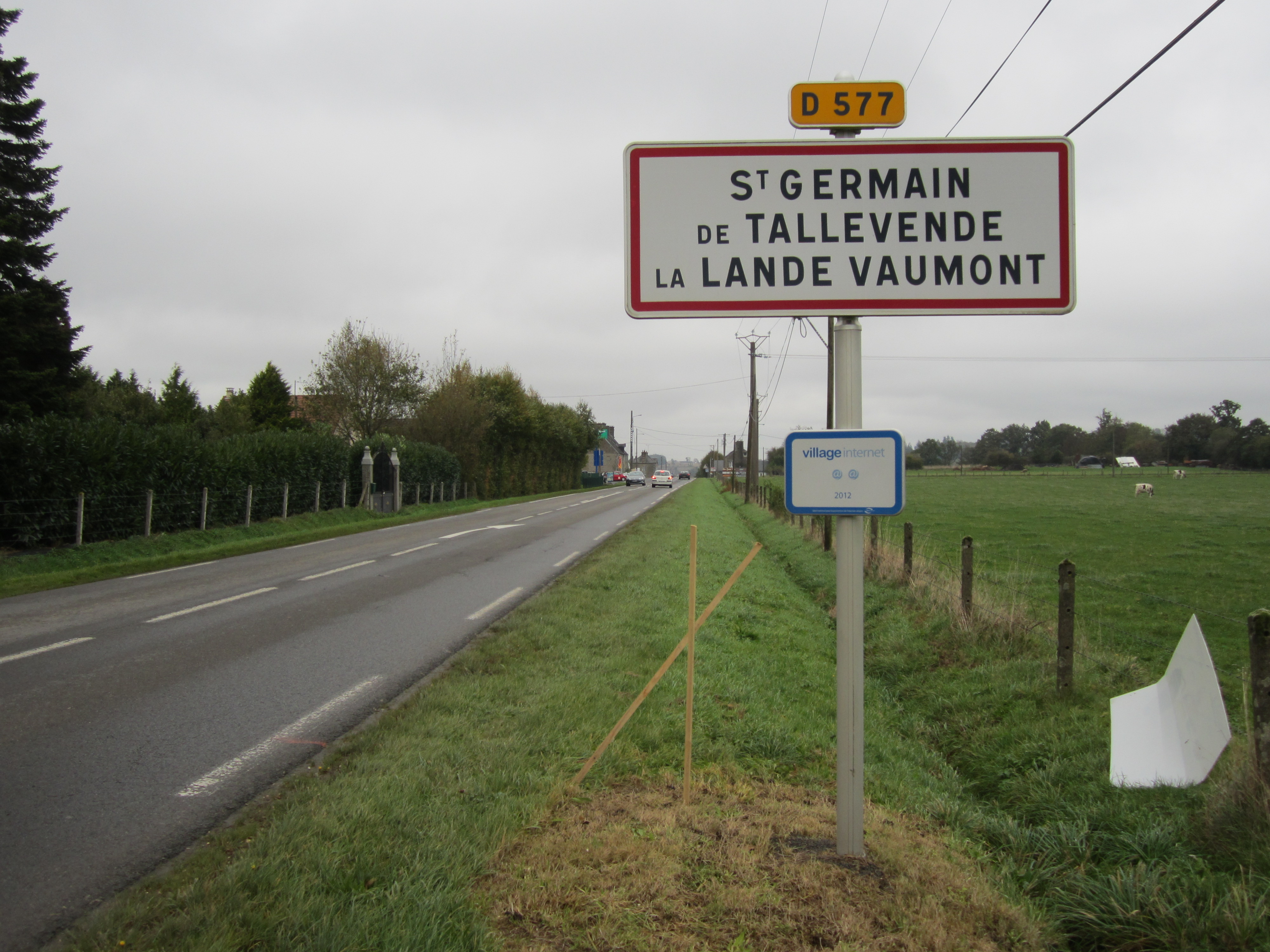
Saint-Germain-de-Tallevende-la-Lande-Vaumont (38 lettres)

  - Saint-Martin-de-Bienfaite-la-Cressonnière (Calvados) et Montigny-Mornay-Villeneuve-sur-Vingeanne (Côte-d'Or), 36 lettres
  - Roche-sur-Linotte-et-Sorans-les-Cordiers (Haute-Saône) et La Vacquerie-et-Saint-Martin-de-Castries (Hérault), 34 lettres
  - Bonneville-et-Saint-Avit-de-Fumadières (Dordogne), Escueillens-et-Saint-Just-de-Bélengard (Aude) et Villeneuve-Saint-Vistre-et-Villevotte (Marne), 33 lettres
  - Saint-Quentin-la-Motte-Croix-au-Bailly (Somme), Javerlhac-et-la-Chapelle-Saint-Robert (Dordogne), Castelnau Montratier-Sainte Alauzie (Lot), Fontenille-Saint-Martin-d'Entraigues (Deux-Sèvres) et Angoustrine-Villeneuve-des-Escaldes (Pyrénées-Orientales), 32 lettres

- Communes françaises composés d'un seul mot : Niederschaeffolsheim et Mittelschaeffolsheim vingt lettres chacune, situées dans le département du Bas-Rhin et la région Grand Est.

- Le nom de lieu le plus long est
  - aux États-Unis : Chargoggagoggmanchauggagoggchaubunagungamaugg (45 lettres), un lac de l'État de Massachusetts
  - en Galice, Espagne : Santiago de Compostela (vingt lettres et deux séparations)
  - en Amérique latine : Parangaricutirimícuaro (22 lettres), village mexicain dans l'État de Michoacán
  - au Québec, Canada :
    - Sainte-Madeleine-de-la-Rivière-Madeleine, municipalité de la haute Gaspésie (35 lettres) et Brompton - Rock Forest - Saint-Élie - Deauville (40 caractères), arrondissement de la ville de Sherbrooke en Estrie
    - le lac Nistam Siyachistuwach Kaupwanaskwenuch (38 lettres), dans la municipalité Eeyou Istchee Baie-James

  - en Afrique du Sud : Tweebuffelsmeteenskootmorsdoodgeskietfontein, ferme du Nord Ouest (44 lettres)[1]

- Aux Pays-Bas, le toponyme en un seul mot le plus long est Gasselterboerveenschemond (26 lettres), mais, tout près de ce village, se trouvent également les hameaux de Gasselternijveenschemond Eerste Dwarsdiep et Gasselternijveenschemond Tweede Dwarsdiep (39 ou 40 lettres chacun, selon que l'on compte ij pour une ou deux lettres[2]). Tous ces villages se trouvent dans la province de Drenthe, dans les anciennes colonies de défrichement et d'exploitation de tourbières, où les toponymes à rallonge foisonnent.

- Le nom de pays le plus long serait Royaume-Uni de Grande-Bretagne et d'Irlande du Nord qui fait 42 lettres.

- Un État constitué d'un archipel des Caraïbes, se nomme Saint-Vincent-et-les-Grenadines (27 lettres et quatre tirets, soit 31 signes).